# اس‌ام‌اس اندین
اس‌ام‌اس اندین (به انگلیسی: SMS Undine) یک زیردریایی بود که طول آن ۱۰۵ متر (۳۴۴ فوت) بود. این زیردریایی در سال ۱۹۰۲ ساخته شد.